# Левонтина, Ирина Борисовна
Ирина Борисовна Левонтина (род. 22 апреля 1963, Москва) — российский лингвист, популяризатор науки. Кандидат филологических наук, ведущий научный сотрудник сектора теоретической семантики Института русского языка им. В. В. Виноградова РАН.

## Биография
Родилась в семье кандидата технических наук Бориса Натановича Левонтина (род. 1928), ведущего инженера ВНИИНМАШ, автора научных трудов в области пищевого машиностроения. Дед — Натан Борисович Левонтин (1901—1993) — главный конструктор Гипроавиапрома и Горстройпроекта, лауреат Сталинской премии (1944) за разработку проектов одноэтажных промышленных зданий с унифицированными стальными каркасами.
В 1980 году окончила московскую школу № 46 с углублённым преподаванием английского языка, в 1985 — Московский государственный университет. В 1995 г. под руководством академика Ю. Д. Апресяна защитила кандидатскую диссертацию на тему «Целевые слова и наивная телеология».
Один из авторов «Нового объяснительного словаря русского языка». Соавтор (совместно с Анной Зализняк и Алексеем Шмелёвым) двух монографий о русской языковой картине мира: «Ключевые идеи русской языковой картины мира» и «Константы и переменные русской языковой картины мира».
Колумнист научно-популярной газеты «Троицкий вариант», автор целого ряда популярных публикаций в различных изданиях.
Книга Ирины Левонтиной «Русский со словарем», выпущенная в 2011 г., вошла в шорт-лист премии «Просветитель». В 2015 году вышло продолжение этой книги — «О чём речь».
Специалист по судебно-лингвистической экспертизе. В частности, она выступала в качестве эксперта защиты по делу «Нового величия», написала вместе с другими лингвистами отзыв на заключение экспертизы по делу Егора Жукова (в качестве эксперта защиты по этому делу её не допустили).

## Критика
Книга Анны А. Зализняк, И. Б. Левонтиной и А. Д. Шмелёва «Ключевые идеи русской языковой картины мира» подверглась резкой критике со стороны историка Катрионы Келли, лингвиста Анны Павловой и Александра Прожилова.

## Общественная позиция
В феврале 2022 подписала открытое письмо российских учёных и научных журналистов с осуждением вторжения России на Украину и призывом вывести российские войска с украинской территории.